# Jero Nº 9 Antwerpen 1911
Jero Nº 9 Antwerpen 1911 is een Belgisch vliegtuig gebouwd door Jero op advies van Pierre de Caters en in eerste instantie onder de vlag van diens vliegtuigfabriek/-school "Aviator".

## Geschiedenis
Het constructieproject van dit vliegtuig is uit de nauwe samenwerking tussen Pierre de Caters en de broers Bollekens, en hun vliegtuigfabriek "Jero" ontstaan. Er was voorzien om het in de stand "Aviator" op het Autosalon van 1910-1911 voor te stellen en vooral om deel te nemen aan de Ronde van België 1911. Het op stapel zetten vond plaats op het moment van de reis van Baron de Caters in India. De Broers Bollekens die door de graaf van Hespel en de luitenant Sarteel werden geadviseerd, slaagden erin om op de Salon een vliegtuig te presenteren dat door de kenners erg werd opgemerkt.
In het voorjaar van 1911 moet Pierre de Caters wegens financiële problemen verkopen en werd het vliegtuig eigendom van de broers Bollekens. Het is op dit ogenblik dat de Bollekens de tekst 'Jero-Antwerpen' hebben laten schilderen op alle roeren. Jero Nº 9 werd uitgerust met een cabine met cockpit die door een omkapping werd beschermd. De omkapping van Nº 9 droeg aan de voorkant het wapenschild van de stad Antwerpen.
De Fransman Leon Parisot wist met dit vliegtuig (met cabine maar niet voorzien van omkapping) zich een tweede plaats in de Tour de Belgique toe-eigenen en zou hij verschillende prijzen behalen tijdens de Dagen van Blankenberge. Terug in Sint-Job-in-'t-Goor, waar de vliegschool was gevestigd, zal de Jero Nº 9 de voorkeur krijgen van de piloot-leerlingen met Henri Molla als instructeur. In 1913 volgden een aantal aanpassingen. Het toestel werd veranderd in een hydro-landtuig met driehoekige staart, uitgerust met een motor Gnôme 80 C.V. Na volledige revisie en versterking met geëmailleerd linnen diende het toestel voor de scholing in Sint-Job-in-'t-Goor en Kiewit. Bij het uitbreken van de Eerste Wereldoorlog in 1914 werden alle vliegtuigen van de Broers Bollekens, en bijgevolg eveneens dit les-vliegtuig ter beschikking gesteld van de Militaire Vliegwezen.
M.Huybrechts bouwde een schaalmodel van dit vliegtuig. Vele jaren werd het model opgeslagen maar sinds januari 2006, is het model van Jero Nº 9 weer te bewonderen.